# Teddy Afro
Teddy Afro (Amhaars: ቴዲ አፍሮ) (Addis Abeba, 14 juli 1976), pseudoniem van: Tewodros Kassahun (Amhaars: ቴዎድሮስ ካሳሁን) is een Ethiopische zanger, componist en muzikant. Hij werd bekend doordat hij het Ethiopisch Volksrevolutionair Democratisch Front bekritiseerde in zijn teksten. Dit heeft tot juridische problemen geleid.

## Biografie
In 2002 bracht Teddy Afro zijn tweede album uit, getiteld "Abugida", Dit album is vernoemd naar het Abugida syllabisch schrift van de Ge'ez. Dit album bevat onder andere het nummer "Halieselassie", wat een ode is aan Haile Selassie. Het nummer "Haile, Haile" is een ode aan de olympisch kampioen Haile Gebrselassie.
Het derde album, "Yasteseryal", kwam uit in 2005. De release van dit album leidde tot politieke spanningen rondom de Ethiopische verkiezingen van 2005. Zijn nummers zijn geïnspireerd op de politieke en de samenleving en dienen als een vraag naar eenheid en vrede. De regering van Ethiopië verbood radio- en televisiestations het nummer te draaien.
Enkele maanden na de release was het album een miljoen keer verkocht. Daarmee werd dit het bestverkochte album binnen de Ethiopische muziek.

## Discografie
- 2002 - Abugida
- 2004 - Tarik Tesera
- 2005 - Yasteseryal
- 2005 - Yasteseryal Edition 2
- 2006 - Best Collection-Nahom Volume 14
- 2009 - Best of All

- Library of Congress Control Number: n2006201646
- MusicBrainz: bd18aaf7-97dd-4bdf-84f5-916111f1b0db
- Virtual International Authority File: 14209238
- WorldCat: E39PBJdMdH83G6yJq7dbVvtYfq